# Bahnstrecke Waiotira–Donnellys Crossing
| Bahnhof Kaihu, 1912 |                   |                           |                         |
| Streckenlänge: | 85,5 km           |                           |                         |
| Spurweite: | 1067 mm (Kapspur) |                           |                         |
| |                   |                           |                         |
| \| \| \| Bahnstrecke Auckland–Opua \| von Auckland \| \| \| 0,00 \| Waiotira \| Waiotira \| \| \| \| Bahnstrecke Auckland–Opua \| nach Otiria \| \| \| \| Tokatoka-Tunnel (335 m) \| \| \| \| 6,22 \| Pikiwahine \| Pikiwahine \| \| \| 12,5 \| Omana \| Omana \| \| \| \| Omana-Tunnel (638 m) \| \| \| \| 18,01 \| Pukehuia \| Pukehuia \| \| \| \| Public Works Siding \| \| \| \| 20,11 \| Kirikopuni \| Kirikopuni \| \| \| \| 1928–1943 \| \| \| \| 33,94 \| Tangowahine \| Tangowahine \| \| \| 41,91 \| Te Wharau \| Te Wharau \| \| \| \| Dargaville Hafen \| \| \| \| 49,59 \| Dargaville \| Dargaville \| \| \| \| \| \| \| \| 2,27 \| Parore \| Parore \| \| \| 4,81 \| Babylon \| Babylon \| \| \| 7,54 \| Rotu \| Rotu \| \| \| 10,76 \| Maitahi \| Maitahi \| \| \| 12,32 \| Taita \| Taita \| \| \| 14,22 \| Mamaranui \| Mamaranui \| \| \| 14,93 \| Dairy Flat \| Dairy Flat \| \| \| 17,42 \| Maropiu \| Maropiu \| \| \| 19,03 \| Ahikiwi \| Ahikiwi \| \| \| 22,31 \| Opanake \| Opanake \| \| \| 23,52 \| Kaihu \| Kaihu \| \| \| 26,98 \| Whatoro \| Whatoro \| \| \| 31,56 \| Aranga \| Aranga \| \| \| 35,91 \| Donnellys Crossing \| Donnellys Crossing \| \| \| \| \| \| \| Quellen: [1] \| \| \| \| |                   |                           |                         |
| Strecke |                   | Bahnstrecke Auckland–Opua | von Auckland            |
| Dienststation / Betriebs- oder Güterbahnhof | 0,00              | Waiotira                  | Waiotira                |
| Abzweig ehemals geradeaus und nach rechts |                   | Bahnstrecke Auckland–Opua | nach Otiria             |
| Tunnel (Strecke außer Betrieb) |                   | Tokatoka-Tunnel (335 m)   | Tokatoka-Tunnel (335 m) |
| Bahnhof (Strecke außer Betrieb) | 6,22              | Pikiwahine                | Pikiwahine              |
| ehemaliger Bahnhof | 12,5              | Omana                     | Omana                   |
| ehemaliger Tunnel |                   | Omana-Tunnel (638 m)      | Omana-Tunnel (638 m)    |
| ehemaliger Bahnhof | 18,01             | Pukehuia                  | Pukehuia                |
| ehemaliger Dienststation / Betriebs- oder Güterbahnhof |                   | Public Works Siding       | Public Works Siding     |
| ehemaliger Bahnhof | 20,11             | Kirikopuni                | Kirikopuni              |
| |                   | 1928–1943                 |                         |
| ehemaliger Bahnhof | 33,94             | Tangowahine               | Tangowahine             |
| ehemaliger Bahnhof | 41,91             | Te Wharau                 | Te Wharau               |
| Strecke · Betriebsstelle Streckenanfang (Strecke außer Betrieb) |                   | Dargaville Hafen          | Dargaville Hafen        |
| Strecke · ehemaliger Kopfbahnhof Strecke bis hier außer Betrieb | 49,59             | Dargaville                | Dargaville              |
| Abzweig nach links und ehemals von links · Strecke nach rechts |                   |                           |                         |
| Bahnhof (Strecke außer Betrieb) | 2,27              | Parore                    | Parore                  |
| Bahnhof (Strecke außer Betrieb) | 4,81              | Babylon                   | Babylon                 |
| Bahnhof (Strecke außer Betrieb) | 7,54              | Rotu                      | Rotu                    |
| Bahnhof (Strecke außer Betrieb) | 10,76             | Maitahi                   | Maitahi                 |
| Bahnhof (Strecke außer Betrieb) | 12,32             | Taita                     | Taita                   |
| Bahnhof (Strecke außer Betrieb) | 14,22             | Mamaranui                 | Mamaranui               |
| Bahnhof (Strecke außer Betrieb) | 14,93             | Dairy Flat                | Dairy Flat              |
| Bahnhof (Strecke außer Betrieb) | 17,42             | Maropiu                   | Maropiu                 |
| Bahnhof (Strecke außer Betrieb) | 19,03             | Ahikiwi                   | Ahikiwi                 |
| Bahnhof (Strecke außer Betrieb) | 22,31             | Opanake                   | Opanake                 |
| Bahnhof (Strecke außer Betrieb) | 23,52             | Kaihu                     | Kaihu                   |
| Bahnhof (Strecke außer Betrieb) | 26,98             | Whatoro                   | Whatoro                 |
| Bahnhof (Strecke außer Betrieb) | 31,56             | Aranga                    | Aranga                  |
| Kopfbahnhof Streckenende (Strecke außer Betrieb) | 35,91             | Donnellys Crossing        | Donnellys Crossing      |
| |                   |                           |                         |
| Quellen: |                   |                           |                         |

Die Bahnstrecke Waiotira–Donnellys Crossing ist eine teilweise aufgegebene Bahnstrecke in Northland auf der Nordinsel von Neuseeland. Sie ist eingleisig und in der Standardspur Neuseelands von 1067 mm (Kapspur) angelegt. Die Strecke zweigt von der Bahnstrecke Auckland–Opua ab, war aber in voller Länge weniger als zwei Jahrzehnte in Betrieb.

## Bau
Die Strecke entstand in zwei zeitlich voneinander getrennten Abschnitten.

### Dargaville–Donnellys Crossing
Die Strecke Dargaville–Donnellys Crossing (Donnellys Crossing Section, Donnellys Crossing Branch, auch: Kaihu Valley Railway oder Kaihu Branch) entstand als knapp 36 km langer Inselbetrieb zwischen Dargaville an dem etwa 40 km langen, schiffbaren Ästuar des Wairoa River, der dann in den Kaipara Harbour und die Tasmansee mündet, und Donnellys Crossing in dessen nördlichem Hinterland.
Die Kaihu Valley & Railway Company (KV&RC) wurde 1882 aufgrund des Railways And Land Act 1881 gegründet, um eine Eisenbahn zu bauen, die die Sägewerke im Kaihu-Tal mit dem Hafen in Dargaville verbinden sollte. Erst im Februar 1889 erreichte die Strecke Opanake (km 22,3). Die wirtschaftliche Depression dieser Zeit führte zur Insolvenz der KV&RC. Daraufhin übernahm der Staat 1890 die Strecke.
Als sich die wirtschaftliche Lage verbesserte, wurde am 21. Oktober 1896 eine kurze Verlängerung bis Kaihu eröffnet. Fortgesetzt wurde der Bau dann aber erst 1908 und ging extrem langsam voran: Die wenigen Kilometer bis Whatoro wurden erst am 1. Juni 1914 eröffnet. Der Erste Weltkrieg brachte die Bauarbeiten erneut zum Erliegen. Anschließend wurde die letzte Verlängerung der Strecke gebaut und am 1. April 1923 bis Donnellys Crossing eröffnet.

### Waiotira–Dargaville
Der Bau dieses 50 km langen Abschnitts dauerte etwa zwei Jahrzehnte. Nach seiner Fertigstellung verband er die Strecke Dargaville–Donnellys Crossing mit dem übrigen Eisenbahnnetz und beendete dort den Inselbetrieb.
Der Bau begann 1922 vom Bahnhof Waiotira aus, an der Bahnstrecke Auckland–Opua. Für die ersten 20 km dauerte das aufgrund instabiler geologischer Gegebenheiten sechs Jahre, so dass die Strecke bis Kirikopuni erst am 15. Mai 1928 eröffnet werden konnte und am 16. November 1930 bis Tangowahine. Aufgrund der Weltwirtschaftskrise ruhten die Arbeiten dann fünf Jahre. Ab 1940 konnten Züge nach Dargaville fahren. Da aber der bestehende Bahnhof Dargaville neu gebaut werden musste, verschob sich die offizielle Eröffnung der Strecke bis zum 15. März 1943, mehr als zwanzig Jahre nach dem Baubeginn. Auch ging der Betrieb der Strecke erst zu diesem Zeitpunkt vom Public Works Department (PWD), der Staatsbauverwaltung, auf das New Zealand Railways Department (NZR), die Staatsbahn, über – ein in Neuseeland übliches Verfahren beim Bau von Bahnstrecken.
Kirikopuni-Schleife
1928 bis 1943, als die Strecke in Kirikopuni endete, bestand das Streckenende aus einer Wendeschleife. Diese wurde nach 1943 durch einen Straßenbau beseitigt
Verbliebene Reste
Eine Fachwerkbrücke über den Kaihu-Fluss ist noch vorhanden. Die Empfangsgebäude in Kaihu und Donnellys Crossing wurden in den 1990er und der ersten Dekade der 2000er Jahre abgerissen.

## Betrieb

### Dargaville–Donnellys Crossing

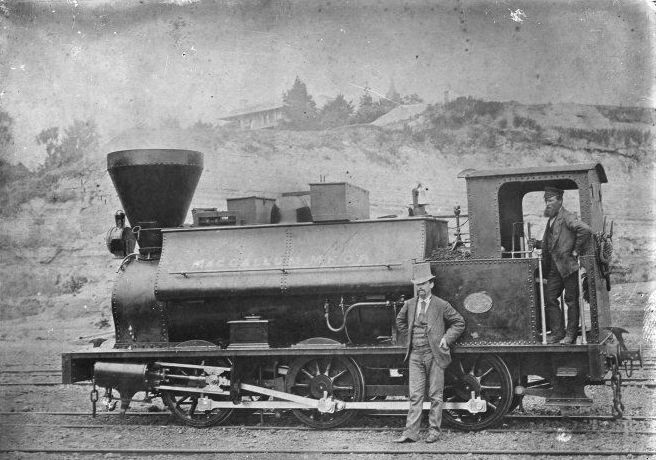
Lok der Baureihe F

Ursprünglich war die Strecke nach sehr niedrigen Standards gebaut und eher eine Waldbahn. Nachdem der Staat die Strecke von der KV&RC übernommen hatte, wurde sie ausgebaut. Zu Beginn des 20. Jahrhunderts war der Holzverkehr so stark, dass die Strecke kurzzeitig als eine der profitabelsten in Neuseeland galt. Täglich verkehrten zwei gemischte Züge, die erhebliche Mengen Holz aus dem Kauri-Wald abtransportierten. In den 1920er Jahren waren die verwertbaren Holzbestände ausgebeutet und sowohl für die Holzindustrie als auch die Eisenbahn begann der Niedergang. 1934 generierte die Holzindustrie nur noch ein Viertel des Verkehrs auf der Strecke und auch die Hoffnung, dass die Anbindung an das nationale Netz das Verkehrsaufkommen verbessere, erfüllte sich nicht. Um 1942 verkehrte nur noch ein Zugpaar täglich, 1951 nur noch dreimal wöchentlich.
Der Personenverkehr mit den gemischten Zügen bestand bis zum Ende. Im isolierten Norden der Insel mit damals schlecht ausgebauten Straßen wurde der Service immer noch angenommen. Ursprünglich waren auf der Teilstrecke vier sechsrädrige Personenwagen stationiert. 1933 wurden sie durch Wagen mit zweiachsigen Drehgestellen ersetzt. 1958/59 wurden im Durchschnitt etwa 15 Reisende pro Zug gezählt. Das Gesamtverkehrsaufkommen war äußerst gering, und der Abschnitt zwischen Dargaville und Donnellys Crossing wurde am 19. Juli 1959 geschlossen.
Erhaltene Lokomotive
Eine Dampflokomotive der Baureihe F (F 216), die für die KV&RC gebaut wurde und bis 1932 auf der Strecke gefahren ist, blieb erhalten, gehört dem Bush Tramway Club und befindet sich heute in dessen Depot in Pukemiro.

### Waiotira–Dargaville

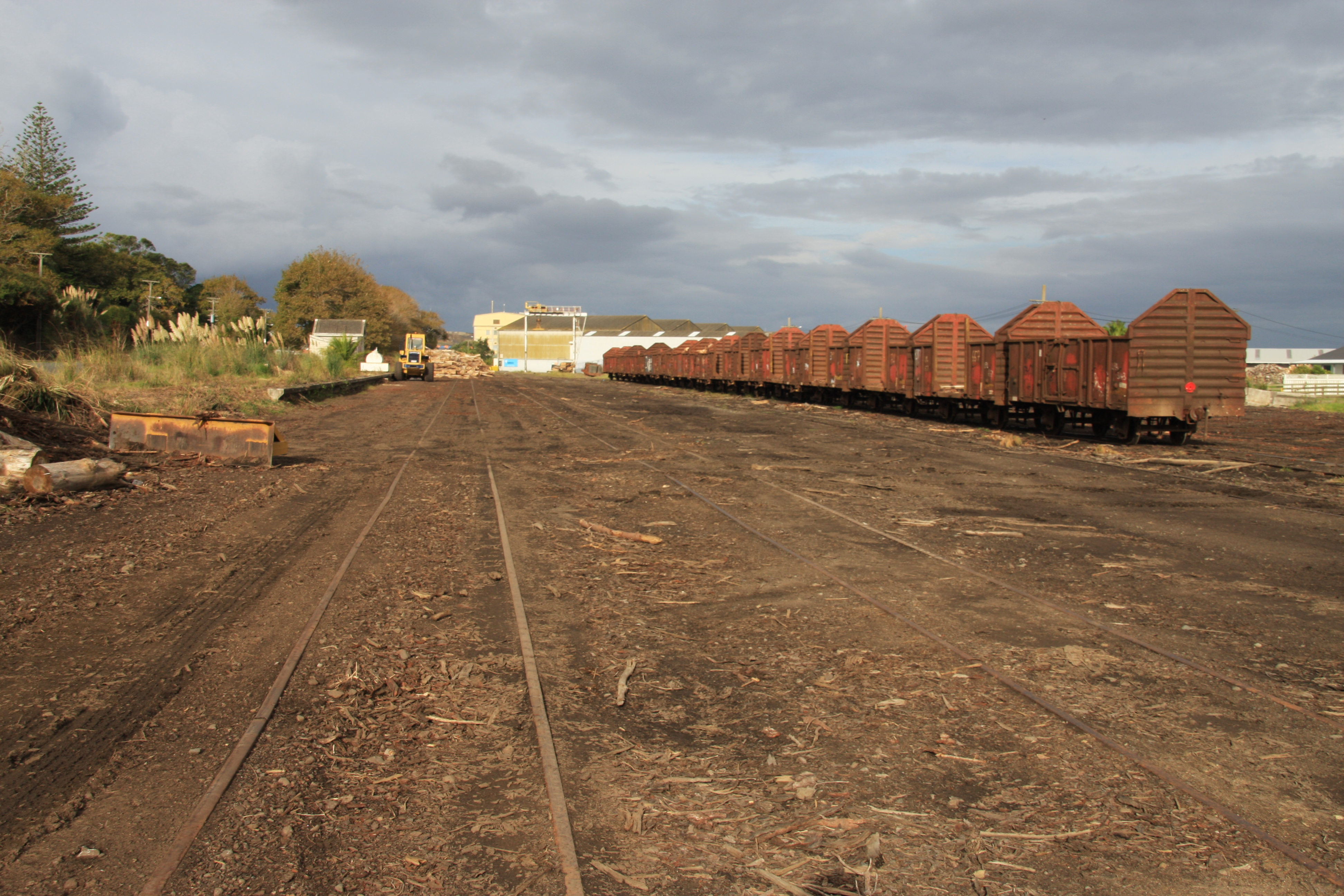
Bahnhof Dargaville (2010)

Von der Eröffnung bis zum März 1967 verkehrten im Personenverkehr auf der Strecke ausschließlich gemischte Züge. Sie stellten bis November 1956 den Anschluss an den Northland Express (Auckland–Opua und zurück) her und anschließend an die Dieseltriebwagen der Baureihe RM mit 88 Sitzplätzen die den Northland Express ersetzten. Als diese Fernverbindung 1967 eingestellt wurde, ging auch der Personenverkehr nach Dargaville zurück und wurde 1974 eingestellt.
Im Dezember 1998 beschädigte ein entgleisender Zug die Eisenbahninfrastruktur erheblich. Erst im Juni 1999 war die Strecke wieder befahrbar.
In der Folgezeit stellte die Abfuhr von Holz den wesentlichen Anteil am Verkehr. An Werktagen war je ein Zugpaar vorgesehen, verkehrte aber nur bei Bedarf.
Aufgrund einer Unterspülung im Winter 2014 war die Strecke für einige Monate gesperrt, wurde aber repariert. Anschließend sammelte die Bahn aber nur noch alle gestrandeten Güterwagen ein und fuhr sie ab. Im Oktober 2014 teilte die Bahn dann mit, dass sie den Verkehr auf der Strecke bis auf weiteres einstelle. Seit 2015 gibt es zwischen Dargaville und Tangowahine bzw. Omana touristischen Verkehr mit Motor-Draisinen (umgebaute Golfmobile).